# Shareese Woods
Shareese Woods (20 februari 1985) is een Amerikaanse sprintster, die is gespecialiseerd in de 400 m.
Shareese Woods maakte haar doorbraak tot de internationale top in 2008. Ze begon het jaar met het winnen van de 400 m op de Amerikaanse indoorkampioenschappen. Op de wereldkampioenschappen indooratletiek 2008 in het Spaanse Valencia kwalificeerde ze zich vervolgens voor de 400 m-finale en won hierin een bronzen medaille in 51,41 s. Ze bleef hiermee een flink stuk achter op de Russische atletes Olesja Zykina en Natalja Nazarova, die finishten in 51,09 om 51,10. Ook op de 4 x 400 m estafette veroverde ze een bronzen medaille. Samen met haar teamgenotes Angel Perkins, Miriam Barnes en Moushaumi Robinson finishte ze in 3.29,30 achter de estafetteploegen uit Rusland (goud; 3.28,17) en Wit-Rusland (zilver; 3.28,90).

## Titels
- Amerikaans kampioene 400 m (indoor) - 2008

## Persoonlijke records
Outdoor
| Onderdeel | Prestatie | Datum         | Plaats     |
| --------- | --------- | ------------- | ---------- |
| 100 m     | 11,37 s   | 26 mei 2006   | Greensboro |
| 200 m     | 22,74 s   | 9 juni 2007   | Sacramento |
| 400 m     | 51,75 s   | 26 april 2008 | Des Moines |

Indoor
| Onderdeel | Prestatie | Datum        | Plaats       |
| --------- | --------- | ------------ | ------------ |
| 200 m     | 22,97 s   | 9 maart 2007 | Fayetteville |
| 400 m     | 51,41 s   | 9 maart 2008 | Valencia     |

## Palmares

### 400 m
- 2008:  WK indoor - 51,41 s

### 4 x 400 m estafette
- 2008:  WK indoor - 3.29,30